# حاجز بين الأذينين
الحاجز بين الأذينين هو جدار النسيج الذي يفصل بين الأذين الأيمن والأيسر في القلب.

## النمو
يتكون الحاجز بين الأذينين في الشهرين الأول والثاني من نمو الجنين. ويتكون هذا الحاجز على عدة مراحل. وأولى هذه المراحل هو نمو الحاجز الأول، وهو قطعة نسيج هلالية الشكل تمثل الفاصل الأولي بين الأذين الأيمن، والأذين الأيسر. ولا يكفي الحاجز الأول لغلق الحيز كله بين الأذين الأيمن والأيسر نتيجة لشكله الهلالي، وتسمى الفتحة التي يتركها بالفوهة الأولية. وتسمح هذه الفتحة بتدفق الدم من الأذين الأيمن إلى الأذين الأيسر في أثناء مراحل نمو الجنين.
وتضيق الفتحة الأولية تدريجيًا مع نمو الحاجز الأول. ويبدأ تكون فتحة داخل الحاجز الأول يطلق عليها الفوهة الثانوية قبل اكتمال غلق الفوهة الأولية. وتسمح الفوهة الثانوية باستمرار تدفق الدم من الأذين الأيمن إلى الأذين الأيسر.
ويبدأ الحاجز الثاني في التشكل إلى اليمين من الحاجز الأول. تبدأ هذه البنية السميكة العضلية في التكون على شكل هلالي يشبه الحاجز الأول، إلا أنه ينشأ في الاتجاه الأمامي، على العكس من الحاجز الأول الذي ينشأ في الاتجاه الخلفي. وبعد نمو الحاجز الثاني، يترك وراءه فتحة تسمى الثقبة البيضوية. وتقوم الثقبة البيضوية بنفس الدور مع الحاجز الثاني، ليستمر مرور الدم بين الأذينين.
ويومًا بعد آخر، يزداد حجم الحاجز الثاني ويتلاشى الحاجز الأول. وفي آخر الأمر، لا يتبقى من الحاجز الأول سوى سديلة صغيرة تغطي الثقبة البيضوية من الجانب الأيسر. وتسمى هذه السديلة النسيجية بصمام الثقبة البيضوية. ويفتح هذا الصمام ويغلق تجاوبًا مع تدرج الضغط بين الأذينين الأيمن والأيسر. عندما يزداد الضغط في الأذين الأيمن عن الأذين الأيسر، يفتح الصمام، وعندما يزداد في الأذين الأيسر يغلق الصمام. ويزداد ضغط الدورة الدموية الصغرى عن ضغط الدورة الدموية الكبرى نظرًا لعدم وجود دور وظيفي للرئتين في الأجنة. ولذلك يتعرض الأذين الأيمن لضغط أشد من الضغط الواقع على الأذين الأيسر، ويكون من الطبيعي أن يبقى صمام الثقبة البيضوية مفتوحًا.
وعند الولادة يحدث انعكاس في تدرج الضغط بين الأذينين مما يؤدي إلى الإغلاق الوظيفي للصمام الموجود على الثقبة البيضوية. وما هو إلا وقت قصير ويتم إغلاق تشريحي دائم للثقبة البيضوية وذلك في الحالات العادية. ويتسبب الإغلاق غير الملائم للثقبة البيضوية في الإصابة بثقبة بيضوية سالكة.

## الاضطرابات
- عيب الحاجز الأذيني هو تشوه قلبي شائع نسبيًا يحدث عندما لا ينمو الحاجز بين الأذينين بصورة صحيحة.

## وصلات خارجية
- Diagram
- Animation, from Indiana University